# Bătălia de la Kiev (1943)
A Doua Bătălie de la Kiev (1943) s-a desfășurat în perioada imediat de dinaintea ofensivei eșuate de la Kursk din al Doilea Război Mondial. Sovieticii au lansat prima lor ofensivă de vară a războiului împingând Grupul de Armate Sud (Erich von Manstein) spre malurile râului Nipru. Erich von Manstein considera că, folosindu-se de pozițiile întărite stabilite pe malurile vestice ale râului va putea să-și odihnească și reaprovizioneze trupele, dar STAVKA a ordonat Frontului I Ucrainean și Frontului al II-lea Ucrainean să forțeze traversarea Niprului mai înainte ca germanii să apuce să se întărească. Frontul I Ucrainean (Nicolai Vatutin) a reușit să cucerească capete de pod la sud și nord de Kiev. Sovieticii din sectorul Kievului aveau să se confrunte cu germanii Armatei a 4-a Panzer (Hermann Hoth). 

## Preludiu
În octombrie 1943, mai multe dintre armatele lui Vatutin luptau din greu să străbată terenul foarte accidentat din zona a ceea ce avea să devină capul de pod sudic. Grupul al 27-lea Panzer (Walther Nehring) au făcut față inițial cu succes atacului sovietic, în principal datorită excelentei poziții defensive pe care și-o pregătiseră cu grijă. Ca urmare, Vatutin a decis să-și concentreze eforturile în zona care avea să devină capul de pod nordic, la Liuteș.
Puternica Armată a 3-a de Gardă, comandată de Pavel Rîbalko, a înaintat spre nord prin capul de pod de la Liuteș, sub acoperirea întunericului și s-a pregătit de atac. În timpul nopții, unități importante de artilerie au fost transferate spre capul de pod nordic, mișcare care nu a fost sesizată de germani. 

## Prima etapă (noiembrie)
În dimineața zilei de 3 noiembrie 1943, Armata a 4-a Panzer a fost supusă unui bombardament masiv sovietic. Forțele germane care apărau capul de pod au fost spulbereate, iar Kievul a fost eliberat rapid. Frontului I Ucrainean trebuia să atace spre vest pentru a elibera orașele Jitomir, Korosten, Berdicev și Fastov. Acest atac avea ca scop tăierea legăturii pe cale ferată a Grupului de Armate Sud cu spatele frontului, lipsindu-l astfel de posibilitatea aprovizionării, și ar fi fost primul pas spre încercuirea Grupului de Armate. 
Planul era foarte ambițios, iar punerea lui în practică a fost un succes parțial. Manstein a cerut lui Hitler să redirecțoneze Corpurile Panzer al 40-lea și al 48-lea, cu care spera să recucerească orașul Kiev. Doar Corpul al 48-lea a fost trimis în zonă, iar Hoth a fost eliberat de la comandă, fiind înlocuit cu Erhard Rauss. Noul comandant a primit ordinul să stăvilească atacul sovietic și să stabilizeze flancul nordic al Grupului de Armate Centru și să apere comunicațiile cu Grupul de Armate Nord. 
Ordinul dat Corpurilor de tancuri germane, întărite cu noii veniți, a fost unul îndrăzneț. Armata a 4-a Panzer a fost întărită cu artilerie și rachete. În ciuda pierderilor grele suferite în fazele inițiale ale atacului sovietic, diviziile germane au fost reîntărite și completate la efectivele normale. Pe 7 noiembrie, pe font a sosit nou formata Divizie a 25-a Panzer. Atacul lor a fost oprit de Corpul de tancuri al 7-lea de Gardă sovietic. Tancurile conduse de Rîbalko au ajuns între timp la 60 km de Berdicev. Jitomirul a fost eliberat de Armata a 38-a sovietică. Armata a 60-a sovietică a ajuns la porțile Korostenului. Armata a 40-a sovietică s-a mutat la sud de Kiev. 
Situația Armatei a 4-a Panzer s-a schimbat în bine odată cu sosirea trupelor de elită Divizia I-a Leibstandarte SS Adolf Hitler, Divizia 1-a Panzer și a 7-a Panzer. Aceste forțe au atacat spre nord spre Brusilov și spre vest, pentru recucerirea Jitomirului. Rîbalko a contraatacat pentru a stopa înaintarea germană, rezultând o mare luptă de tancuri, care nu a atins însă amploarea celei de la Kursk. Luptele au continuat în toată ultima decadă a lunii noiembrie, până când noroaiele toamnei a stopat toate operațiunile mecanizate. 
Ambele tabere au suferit pierderi uriașe. Pierderile au fost aproximativ egale. Armata a 4-a Panzer a cucerit ceva spațiu de manevră după recapturarea Jitomirului și Korostenului. Deși atacul sovietic a fost oprit temporar, Vatutin s-a făcut remarcat în fața superiorilor săi. STAVKA a început deplasarea unor rezerve importante către Frontul I Ucrainean. 

## Etapa a doua (decembrie)
Până pe 5 decembrie, noroiul a înghețat datorită frigului iernii rusești. Corpul al 48-lea Panzer a declanșat un atac de măturare al forțelor sovietice la nord de Jitomir. Luându-i pe sovietici prin surprindere, germanii au deschis o spărtură în liniile Armatei a 60-a sovietică și au atacat mai departe spre est. Armata a 60-a a trebuit să se retracă de la Korosten, pentru a nu fi încercuită. 
Vatutin părea că este într-o situație fără ieșire și a cerut STAVKA noi întăriri. Acestea au sosit rapid – Armata I de tancuri și Armata a 18-a. Aceste unități noi și unele corpuri deplasate din alte sectoare au fost trimise în grabă spre vest, pentru a stăvili înaintarea germană. Sovieticii au reușit să oprească ofensiva germană și, mai departe, să recucerească Brusilovul. La sfârșitul tuturor acestor lupte, ambele tabere erau epuizate, iar până la sfârșitul lunii decembrie, luptele din sectorul Kievului au încetat. 

## Urmări
Deși sovieticii au eșuat în încercarea lor de a întrerupe aprovizionarea pe calea ferată a Grupului de Armate Centru și nici nu au reușit să încercuiască Grupul de Armate Sud, ei au reușit eliberearea Kievului, au forțat cu succes fluviul Nipru și au provocat pierderi grele Armatei a 4-a Panzer. Pe de altă parte, germanii au reușit să distrugă mai multe unități mari sovietice și au reușit să păstreze deschisă traficului calea ferată vitală pentru aprovizionarea frontului. În timp ce germanii își trecuseră unitățile în refacere și reutilare, sovieticii au lansat ofensiva de iarnă în ajunul Crăciunului.